# Bianco Luno
Bianco Luno (24 giugno 1795 – Copenaghen, 14 agosto 1852) è stato un tipografo danese.

## Biografia
Luno nacque il 24 giugno 1795 a Randers, figlio dell'ufficiale doganale Jens Luno (1748–96) e di Elisabeth Charlotte Boeck (1753-1815). Dal 1811 al 1816 divenne tipografo di libri sotto Albert Borch ad Aalborg prima di trasferirsi a Copenaghen. Nella primavera del 1817 lasciò la Danimarca e trascorse gli 11 anni successivi lavorando per alcune importanti tipografie in Germania, Svizzera, Italia e Ungheria.
La sua attività di stampa, Bianco Lunos Bogtrykkeri, era al momento della sua morte nel 1852 la più grande azienda del suo genere in Danimarca. La via Bianco Lunos Allé a Frederiksberg prende il nome da lui.